# アニマルインスティンクト/不倫願望ジョアンナ
『アニマルインスティンクト/不倫願望ジョアンナ』（原題：Animal Instincts）は、1992年公開のアメリカの覗き見を題材としたエロティックスリラー映画。
デビッド・キャラダインやシャノン・ウィリー、ジャン＝マイケル・ヴィンセント、マックスウェル・コールフィールドなどが出演した。その後、この映画は、続編として『Animal Instincts 2』（1994年）（本作と同じくウィリーが出演した）と『Animal Instincts 3』（別題：『Animal Instincts: The Seductress』）の2本が製作された。

## あらすじ
ジョアンナ・コール（シャノン・ウィリー）は、デヴィッド（マックスウェル・コールフィールド）と出会い、結婚に至ったが、やがて、性生活がうまくいかなくなってしまう。状況の改善を求めて、二人は、覗き見や脅迫といった手段を用いた、ある種の異様な性生活にはまっていく。妻は複数の男と不倫関係になり、それをデヴィッドが見ていた。
しかし、ジョアンナの不倫相手の一人が犯罪組織に関係があったことから、2人の行為を知った彼らによってジョアンナの身に危険が迫るようになる。

## キャスト
- ジョアンナ・コール - シャノン・ウィリー（英語版）
- デヴィッド - マックスウェル・コールフィールド
- ウィリアム - デビッド・キャラダイン
- フレッチャー・ロス - ジャン＝マイケル・ヴィンセント
- イングリッド - デリア・シェパード

## 映画のレイティング
『Animal Instincts』は、露骨な性描写と冒涜的な表現により、アメリカではR指定された。オーストラリアでも、全英映像等級審査機構（British Board of Film Classification；BBFC）のレイティングシステムネットワークやフィルム・文献分類管理局（Office of Film and Literature Classification；OFLC）のレイティング委員会による「高度な性的描写」を理由として、同様の指定がされている。

## 評価

### 批評的評価
『Animal Instincts』は、観客や映画評論家によって標準以下の評価でもってレビューをされた。Rotten Tomatoesでは、観客はこの映画に対して14％の評価しか与えなかった。The Radio Times Magazineは、この映画を星2つと評価した。TV Guide誌にいたっては、この映画に非常に否定的なレビューを残した。一方で、MUBIのように、この映画に対していくつか好意的なレビューをする媒体も存在した。